# Bobby Abley
Bobby Charles Abley (Scarborough, 1989) é um designer de moda britânico. Depois de se mudar para Los Angeles, conseguiu uma oportunidade para trabalhar nos estúdios de Jeremy Scott e, em seguida, como assistente de Alexander McQueen. Em 2012, fundou sua própria linha de roupas, pela qual ficou conhecido por suas "peças coloridas" e o uso de "personagens de desenhos animados" nas estampas. Além disso, já fez roupas inspiradas por obras de Christina Aguilera e pela franquia Star Wars. Além de receber destaque anual na London Fashion Week, Abley é considerado um dos designers mais promissores do Reino Unido.